# 황정음
황정음(한국 한자: 黃正音, 1984년 12월 25일 ~ )은 대한민국의 배우이다. 
서울특별시 강동구 길동에서 2남 1녀 중 막내로 태어나 고등학교 재학 중 걸 그룹 슈가의 멤버로 캐스팅되었다. 이후 2002년 정규 앨범으로 데뷔했다가, 2004년말 연기자로 활동하기 위해 탈퇴하고 《루루공주》(2005), 《사랑하는 사람아》(2007), 《리틀맘 스캔들》(2008), 《에덴의 동쪽》(2009) 등 꾸준히 드라마에 출연했으나, 큰 주목을 받지 못했다.
그러던 중 2009년 예능 프로그램 《우리 결혼했어요》에 출연하면서 인기를 얻기 시작했고, 시트콤 《지붕뚫고 하이킥!》(2009~2010)을 통해 스타덤에 올랐다. 드라마 《자이언트》(2010), 《내 마음이 들리니》(2011), 《골든타임》(2012), 《돈의 화신》(2013), 《비밀》(2013), 《끝없는 사랑》(2014), 《돼지같은여자》(2015), 《그녀는 예뻤다》(2015), 《운빨로맨스》(2016) 등에 주연으로 출연하지만 연기력 논란은 끊임없이 이어지며 데뷔초에 비해 크게 나아지지 않는다는 평이 많고  그런 이유이의 안티도 다소 있는 편이다.황정음 나오는 드라마는 안봐 하는 시청자도 있는걸 보면 인기로 말해서는 안 될듯 하다.

## 젊은 시절
2남 1녀 중 막내로 서울에서 태어났다. 큰 오빠의 이름은 황훈(黃訓), 작은 오빠의 이름은 황민(黃民)으로, 황정음이라는 이름까지 합치면 '훈민정음(訓民正音)'이 되었는데, 어렸을 적에는 이름이 마음에 들지 않았다고 한다. 서울길동초등학교를 다니던 6학년 시절 황정음은 교과서 모델로 활동했다. 이후 선화예술중학교에 입학해 리틀엔젤스 예술단에 입성했고, 2000년 2월에 졸업했다. 특히 평양 공연을 마치고 나서는 뉴스보도 프로그램 《뉴스데스크》에도 출연하기도 했다.

## 학력
- 서울길동초등학교 (졸업)
- 선화예술중학교 무용과 한국무용전공 (졸업)
- 상명대학교 사범대학 부속여자고등학교 (졸업)
- 수원대학교 연극영화학과 (졸업)

## 이력

### 슈가 활동 및 초기 이력
이후 고등학교 재학 시절 슈가의 2번째 멤버로 캐스팅 되었다. 슈가에서 리드보컬을 맡으며 2002년 첫 정규 앨범 《Tell Me Why》로 데뷔했다. 연예계 활동을 시작한 후로는 연예 활동을 금지하는 학교 규칙으로 인해 상명대학교 사범대학 부속여자고등학교로 전학을 갔다. 한국은 물론 일본에도 진출해 활발한 활동을 이어가던 중이던 2004년 말 연기자로 활동하기 위해 3년 만에 슈가를 탈퇴했다. 황정음은 나중에 인터뷰를 통해 "당시 인기가 제일 많았던 아유미 위주로 스케줄이 짜였고, 이에 싫증을 느꼈다. 하는걸 보면 본인이 중심이 되어야 하고 본인 위주가  아니면 못참는 성격이라 한다.그래서 아유미와 아이들이라는 말이 싫었다. 부모님과 자유롭게 연락할 수 없었다. 먹고 싶은 것도 마음대로 먹지 못했고 무리한 트레이닝을 감당하는 것이 쉽지 않았다"며 탈퇴 이유를 밝혔다. 황정음은 한은정과 함께 2005년 7월 29일 발매된 SG 워너비의 리믹스 앨범 《The Voices 리믹스》의 수록곡 〈광(狂) (Remix Ver.)〉 뮤직비디오에 출연했다. 같은 해 9월 7일부터 첫 드라마 《루루공주》에서 미소 역으로 13회부터 출연하며 처음으로 연기에 도전했다. 황정음은 극 중 게임으로 재기하려는 주인공을 도와 아이디어를 제공하는 역할이다. 비슷한 시기 SG 워너비의 리메이크 앨범 《Classic Odyssey》의 수록곡 〈내 마음의 보석상자〉에 여주인공으로 출연했다.
이후 드라마《사랑하는 사람아》, 《겨울새》, 《에덴의 동쪽》, 《내 생애 마지막 스캔들》, 《리틀맘 스캔들》 등에 주조연급으로 출연했지만 큰 주목을 받지 못했고, 부정확한 발음과 어색한 연기로 발연기 논란에 휩싸였다.

### 2009~2012년: 연기자로서 주목

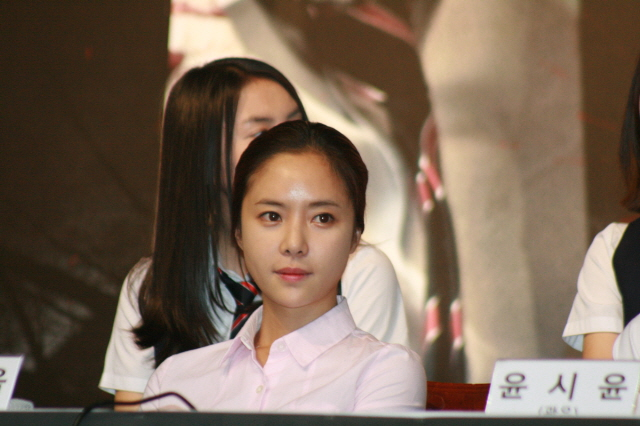
2010년 6월 5일 《고사 두 번째 이야기: 교생실습》기자회견에서 황정음.

황정음은 2009년에 가상 결혼을 다루는 예능 프로그램 《우리 결혼했어요》에 당시 실제 연인이었던 SG 워너비의 김용준과 출연한 것을 바탕으로 하여 , 인기 시트콤 거침없이 하이킥!의 후속작인 《지붕뚫고 하이킥!》의 주인공 중 한 명으로 캐스팅되어 출연했다. 이 작품에서 떡실신녀, 황정남 등 개성있고 시청자에게 웃음을 주는 연기를 선보이며 일약 스타덤에 올르며, 그해 MBC 방송연예대상에서 신인상을 수상하였다.
이후 2010년 강남의 개발 과정에서 일어나는 피 튀기는 경쟁을 그린 SBS의 대하 드라마 《자이언트》에서, 주인공 이강모(이범수)의 여동생이자 가수가 되어 은막의 스타로 성장하는 이미주(가수 데뷔명 차수정) 역할을 맡아 첫 정극 도전을 했다. 하지만 발음과 연기력에 있어 상당한 혹평을 받았으며 지금 봐도 입에 침을 가득 물고 말하는 듯한 부자연스런 발음은 상당히 듣기 거북하다.드라마 속에서 황정음은 상대 배우인 주상욱과 함께 우주 커플이란 애칭을 얻으며 애절한 모습을 함께 보여주는 커플 연기에서 큰 인기를 얻었다. 그리고 자이언트는 최종회에 40%가 넘는 시청률이 경신돼 성공적으로 끝마쳤다. 드라마 초반에는 발음과 표정 등으로 질타를 받기도 했다,. 연기력을 인정받아 한국방송촬영감독연합회가 주최, 선정하는 2010 그리메상 시상식에서 황정음은 최우수 여자 연기상을 수상한다. 한편, 2010년 12월에 열린 SBS 가요대전에서 공동 진행자로 발탁되었다. 또한, 2010년 SBS 연기대상에서 《자이언트》의 이미주 역으로 뉴 스타상을 수상하였다.
2011년에는 MBC 드라마 《내 마음이 들리니》에서 봉우리 역으로 출연했다. 어린 시절 공장 화재 사고로 엄마를 잃고, 친아버지도 아닌 바보 아빠와 치매에 걸린 할머니와 함께 살면서 집 나간 오빠를 찾는 등 기구한 삶을 살지만, 긍정적인 성격을 잃지 않는 캐릭터인 봉우리를 성공적으로 연기해냈고, 특히 남자 주인공 차동주와 봉마루와의 커플 연기로 우동커플, 마리커플 등의 칭호를 얻으며 사랑 받았다. 또한, 황정음의 눈물연기는 매 회 시청자들의 눈물샘을 자극하였다, MBC 드라마대상에서 미니시리즈부문 여자 우수연기상을 수상하며 배우로서의 그 가능성을 인정받았다. 다음해 2012년에는 인기리에 호평을 받으며 종영한 MBC 드라마 《골든타임》에서 강재인 역을 맡아 외상의학과 인턴을 통해 의사 역을  맡았지만 연기력은 크게 나아지지는 않는 듯 하다.

### 2013~현재: 연타석 흥행
2013년에는 장영철, 정경순 작가 콤비와 다시 호흡을 맞춘 SBS 드라마《돈의 화신》에 이어 KBS 드라마 《비밀》에서 강유정 역으로 출연 해, 사랑에 배신당한 여자의 모습을 훌륭하게 소화했다는 호평을 받게 되었고, 특히 4회 공중전화 오열 장면과 9회 찻길에 뛰어드는 장면이 명장면으로 뽑히며, 황정음 만이 할 수 있는 연기라는 평가를 받게 되었다. 경쟁작 작가의 이전 작품들이 유명해 시청자들의 우려가 있었지만, 작가의 필력과 배우들의 연기력으로 매회 동시간대 1위를 차지하여 마지막 회까지 1위로 종영을 하는 쾌거를 이뤘다. 첫 회 시청률 5%로 낮게 출발하였지만, 매회 최고 시청률을 갱신하며 마지막 회에서 시청률 20%를 돌파하였다. 이 작품으로 KBS 연기대상 여자 최우수연기상을 수상 하면서 연기력에 비해 좋은 작품에 출연하는 작품운이 좋은편이다.
2014년 6월, SBS 드라마《끝없는 사랑》에서 서인애 역으로 출연하였다. 이 드라마는 당초 시놉시스에 나와 있는 '1980년대의 삶을 살아가는 당시 사람들의 꿈과 야망, 사랑을 다룬 드라마'라는 소개와는 다르게 회를 거듭할수록 내용은 산으로 가게 되었고 한자릿수의 낮은 시청률을 기록하며 배우들의 연기력만 남았다는 드라마라고 혹평을 받았다. 하지만 황정음은 극중 연기력에서만큼은 인정 받아 SBS 연기대상 10대 스타상과 장편드라마 부분 최우수 연기상을 수상하였다.
2015년 초, 방송 된 MBC 드라마《킬미힐미》에서 오리진 역을 맡게 되어, 지난 2013년《비밀》에서 상대역으로 출연했던 지성과 다시 호흡을 맞춰 물오른 연기를 선보였으며, 역시 황정음이라는 것을 입증한 작품 이었다. 같은 해, 연이어 출연한 MBC 드라마 《그녀는 예뻤다》에서는 첫사랑의 아이콘에서 찌질녀가 되어버린 김혜진 역을 맡게 되어, 이전 《킬미힐미》에서 호흡을 맞췄던 박서준과 다시 호흡을 맞춰 멋진 시너지를 보여줬으며, 황정음은 이 작품에서 잔뜩 부푼 뽀글머리에 얼굴 가득한 주근깨 분장을 통해 김혜진이라는 역할을 생동감 있게 연기하며, 망가지는 역할을 마다하지 않았고 오히려 망가질 땐 더욱 철저하게 망가져 시청자들의 몰입을 이끌어냈다. 또한 2015년 주중 드라마 중 시청률 2위로, 최고시청률 18%로 막을 내치며, 다시한번 믿보황을 입증한 작품이었다. 황정음은 MBC 연기대상에서 방송3사 드라마 PD가 뽑은 올해의 연기자상, 네티즌 인기상, 10대 스타상, 최우수상의 4관왕을 수상하며 연기자로 데뷔한 10년차만에 방송 3사 최우수 연기상을 모두 받는 쾌거를 이뤘다.
2016년에는 5월에 방송된 MBC 드라마 《운빨로맨스》에서 심보늬 역을 맡았다.
2024년에는 이혼 소송이라는 악재 속에서도 7인의 부활에서 열연하여 2024 SBS 연기대상 대상 후보로 올랐으나, 7인의 부활이 흥행에 실패한 탓에 장나라에 밀려 대상에 실패했다.

## 사생활
2008년 1월, 황정음은 동갑의 SG 워너비의 김용준과의 열애 사실을 인정했다. 둘은 같은 소속사이면서 황정음이 평소 음악에 관심이 많아 SG 워너비의 녹음실에 자주 드나들며 좋아하게 되었다. 이후 여러 연예계 활동을 함께 하기도 했는데, 2008년 옥주현의 3집 후속곡 〈거짓말이야〉 뮤직비디오에 연인으로 출연했다. 또한 씨야의 3집 수록곡 〈가니〉에 함께 피처링으로 참여했고, 2008년 10월 5일 슈가 이후 4년만의 음악 프로그램 출연인 씨야의 컴백무대에서 김용준과 함께 〈가니〉 공연을 했다. 2009년 5월 10일부터는 가상 버라이어티 프로그램 MBC의 《우리 결혼했어요》에 투입되었다. 그러다가 《지붕뚫고 하이킥!》에 출연하던 당시 최다니엘과 사귄다는 소문이 퍼지면서 둘 사이에는 갈등이 생겼고 이 때 잠시 결별했었다고 밝혔다. 이후에도 여러 번 결별했다는 소문이 있었으나, 모두 일축했다. 하지만 2015년 3월경 이들은 완전히 결별하게 되었고 결별을 알리지 않다가 2015년 5월 15일 결별하게 된 것을 알리게 되었다. 김용준과 완전히 결별했다는 소식이 전해졌다.

### 결혼 및 출산
2015년 12월 8일, 황정음은 소속사를 통해 전직 프로골퍼 겸 사업가 이영돈과 열애 중임을 밝혔다. 개인적으로 친한 사이인 前 배우 한설아의 소개로 만나서 교제했다고 한다. 2016년 1월, 열애기간 6개월만이자 열애 사실을 공개한지 세 달여만에 이영돈과 2016년 2월 26일 서울신라호텔에서 가족들과 지인들만 초대해 비공개로 결혼식을 올렸다. 그러나 황정음은 사업가 이영돈의 불륜 사실 때문에 2024년 2월 22일 이혼 소송 중이라고 밝혔다.
2017년 8월 15일 오후에 소속사 측은 황정음이 자연분만으로 아들을 출산했으며, 산모와 아이 모두 건강하고 가족 및 지인들의 축복 속에서 안정을 취하는 중이다고 밝혔다.
2020년 9월 3일에 이혼 조정 중이라는 소식이 전해졌다.
2021년 7월 9일에 합의 끝에 재결합을 결정했으며, 이 무렵 둘째아들을 임신하여 2022년 3월 16일에 득남했다.
그러나 2024년 초부터 SNS를 통해 이상 기류가 감지되었고, 이혼 소송 중이라는 소식이 전해졌다. 소송 중이라는 소식이 전해진 후에는 어느 누리꾼과 인스타그램에서 설전을 벌인 일이 있었고, 어떤 일반인을 상간녀로 헛지목하는  경솔한 사건이 벌어지는 등, 심한 고초를 겪어야 했다. 2025년 5월에는 이영돈이 황정음 소유의 부동산을 가압류했다는 소식이 전해졌다.
결국 2025년 5월 26일에 완전히 이혼했다.

### 그 외
연기자 박한별과는 중학교 동창이자 리틀엔젤스 예술단 시절부터 오랫동안 친한 사이다.
프로듀스 101에 출전한 황아영과는 5촌 관계다.

## 논란
- 2022년 초 회사 돈 43억 원을 횡령하여 암호화폐에 투자한 혐의를 인정하였다.[28] 그리고 부동산 등 재산을 처분하여 전액 변제하였다.[29]

## 작품 목록

### 드라마
| 연도   | 방송사   | 제목                                 | 역할            | 비고     |
| ------ | -------- | ------------------------------------ | --------------- | -------- |
| 2005년 | SBS      | 《루루공주》                         | 미소            | 20부작   |
| 2007년 | SBS      | 《사랑하는 사람아》                  | 이정민          | 20부작   |
| 2007년 | MBC      | 《겨울새》                           | 진아            | 43부작   |
| 2008년 | 채널CGV  | 《리틀맘 스캔들》《리틀맘 스캔들 2》 | 나혜정          |          |
| 2008년 | MBC      | 《내생애 마지막 스캔들》             | 사루비          | 16부작   |
| 2008년 | MBC      | 《에덴의 동쪽》                      | 김소정          | 56부작   |
| 2009년 | SBS      | 《두 아내》                          | 지호 맞선녀     | 특별출연 |
| 2009년 | MBC      | 《지붕뚫고 하이킥!》                 | 황정음          | 126부작  |
| 2010년 | SBS      | 《자이언트》                         | 이미주/차수정   | 60부작   |
| 2011년 | MBC      | 《내 마음이 들리니?》                | 봉우리          | 30부작   |
| 2011년 | MBC      | 《하이킥! 짧은 다리의 역습》         | 황정음          | 특별출연 |
| 2012년 | MBC      | 《골든타임》                         | 강재인          | 23부작   |
| 2012년 | SBS Plus | 《풀하우스 TAKE 2》                  | 장만옥          | 사전제작 |
| 2013년 | SBS      | 《돈의 화신》                        | 복재인/공재인   | 24부작   |
| 2013년 | tvN      | 《감자별 2013QR3》                   | 노수동 비서     | 특별출연 |
| 2013년 | KBS2     | 《비밀》                             | 강유정          | 16부작   |
| 2014   | SBS      | 《끝없는 사랑》                      | 서인애          | 37부작   |
| 2015   | MBC      | 《킬미힐미》                         | 오리진          | 20부작   |
| 2015   | MBC      | 《그녀는 예뻤다》                    | 김혜진          | 16부작   |
| 2016   | MBC      | 《운빨로맨스》                       | 심보늬          | 16부작   |
| 2018   | SBS      | 《훈남정음》                         | 유정음          | 32부작   |
| 2020   | JTBC     | 《쌍갑포차》                         | 월주            | 12부작   |
| 2020   | KBS2     | 《그놈이 그놈이다》                  | 서현주 / 송민주 | 16부작   |
| 2023   | SBS      | 《7인의 탈출》                       | 금라희          | 17부작   |
| 2024   | SBS      | 《7인의 부활》                       | 금라희/메두사   | 16부작   |

### 영화
| 연도   | 제목                              | 역할 | 비고     |
| ------ | --------------------------------- | ---- | -------- |
| 2009년 | 《내 눈에 콩깍지》                | 은빈 | 특별출연 |
| 2009년 | 《바람》                          | 주희 |          |
| 2010년 | 《고사 두 번째 이야기: 교생실습》 | 은수 |          |
| 2015년 | 《돼지 같은 여자》                | 재화 |          |

### 텔레비전 프로그램
| 연도   | 제목                                                     | 역할        | 비고 |
| ------ | -------------------------------------------------------- | ----------- | ---- |
| 2003년 | 《TV는 사랑을 싣고》                                     | 게스트 출연 |      |
| 2009년 | 《우리 결혼했어요》                                      | 고정 출연   |      |
| 2009년 | 《우리 아버지》                                          | 게스트 출연 |      |
| 2010년 | 《스타 댄스 대격돌 - 춤 봤다》                           | 게스트 출연 |      |
| 2010년 | 《it City 황정음의 후쿠오카 투게더》                     | 게스트 출연 |      |
| 2010년 | 《황정음의 울트라 빠숑》                                 |             |      |
| 2011년 | 《스타 인생극장》                                        | 게스트 출연 |      |
| 2013년 | 《2013 SBS 드라마 특별 시사회 그 남자 그 여자의 데이트》 | 게스트 출연 |      |
| 2023년 | 《미운 우리 새끼》                                       | 스페셜 MC   |      |

## 음반 활동
- N-Time (2009, 싱글)
- 좋은 사람 (2011, 내 마음이 들리니? OST)

## 홍보대사
- 2010년 제14회 부천국제판타스틱영화제 홍보대사
- 2010년 천사데이 홍보대사
- 2011년 한국의료지원재단의 홍보대사
- 2012년 부산국제광고제 홍보대사
- 2013년 굿피플 홍보대사

## 수상 및 후보
| 연도 | 시상식                            | 부문                                       | 작품                    | 결과 |
| ---- | --------------------------------- | ------------------------------------------ | ----------------------- | ---- |
| 2009 | 제3회 Mnet 20's Choice            | 핫 커플상 (with 김용준)                    | 우리 결혼했어요 시즌2   | 수상 |
| 2009 | MBC 방송연예대상                  | 쇼·버라이어티부문 여자 신인상              | 우리 결혼했어요 시즌2   | 수상 |
| 2009 | MBC 방송연예대상                  | 코미디·시트콤부문 여자 신인상              | 지붕뚫고 하이킥!        | 수상 |
| 2009 | MBC 방송연예대상                  | 베스트 커플상 (with 김용준)                | 우리 결혼했어요 시즌2   | 후보 |
| 2009 | MBC 방송연예대상                  | 베스트 커플상 (with 최다니엘)              | 지붕뚫고 하이킥!        | 후보 |
| 2010 | 제46회 백상예술대상               | TV부문 여자 신인연기상                     | 지붕뚫고 하이킥!        | 수상 |
| 2010 | 제3회 코리아 드라마 어워즈        | 여자 네티즌 인기상                         | 지붕뚫고 하이킥!        | 수상 |
| 2010 | 제11회 대한민국 영상대전          | 탤런트부문 포토제닉상                      | 빈칸                    | 수상 |
| 2010 | 제26회 코리아 베스트드레서 백조상 | 베스트드레서 탤런트부문                    | 빈칸                    | 수상 |
| 2010 | 제1회 바비&켄 어워즈              | 올해의 바비                                | 빈칸                    | 수상 |
| 2010 | 제23회 그리메상                   | 최우수 여자연기상                          | 자이언트                | 수상 |
| 2010 | SBS 연기대상                      | 뉴스타상                                   | 자이언트                | 수상 |
| 2010 | SBS 연기대상                      | 특별기획부문 여자 조연상                   | 자이언트                | 후보 |
| 2010 | SBS 연기대상                      | 베스트 커플상 (with 주상욱)                | 자이언트                | 수상 |
| 2011 | 제5회 Mnet 20's Choice            | Hot 드라마 스타 여자부문                   | 내 마음이 들리니        | 후보 |
| 2011 | MBC 드라마대상                    | 미니시리즈부문 여자 우수연기상             | 내 마음이 들리니        | 수상 |
| 2011 | MBC 드라마대상                    | 여자 인기상                                | 내 마음이 들리니        | 후보 |
| 2011 | MBC 드라마대상                    | 베스트 커플상 (with 김재원)                | 내 마음이 들리니        | 후보 |
| 2012 | MBC 연기대상                      | 미니시리즈부문 여자 우수연기상             | 골든 타임               | 후보 |
| 2013 | SBS 연기대상                      | 중편드라마부문 여자 최우수연기상           | 돈의 화신               | 후보 |
| 2013 | SBS 연기대상                      | 베스트 커플상 (with 강지환)                | 돈의 화신               | 후보 |
| 2013 | KBS 연기대상                      | 여자 최우수연기상                          | 비밀                    | 수상 |
| 2013 | KBS 연기대상                      | 미니시리즈부문 여자 우수연기상             | 비밀                    | 후보 |
| 2013 | KBS 연기대상                      | 여자 네티즌상                              | 비밀                    | 수상 |
| 2013 | KBS 연기대상                      | 베스트 커플상 (with 지성)                  | 비밀                    | 수상 |
| 2014 | 제7회 코리아 드라마 어워즈        | 여자 최우수연기상                          | 비밀, 끝없는 사랑       | 후보 |
| 2014 | SBS 연기대상                      | 장편드라마부문 여자 최우수연기상           | 끝없는 사랑             | 수상 |
| 2014 | SBS 연기대상                      | 10대 스타상                                | 끝없는 사랑             | 수상 |
| 2015 | 제10회 서울 드라마 어워즈         | 한류드라마 여자 연기자상                   | 킬미힐미                | 수상 |
| 2015 | 제8회 코리아 드라마 어워즈        | 여자 최우수연기상                          | 킬미힐미                | 후보 |
| 2015 | MBC 연기대상                      | 대상                                       | 킬미힐미, 그녀는 예뻤다 | 후보 |
| 2015 | MBC 연기대상                      | 방송 3사 드라마 PD가 뽑은 올해의 연기자상  | 킬미힐미, 그녀는 예뻤다 | 수상 |
| 2015 | MBC 연기대상                      | 미니시리즈부문 여자 최우수연기상           | 킬미힐미, 그녀는 예뻤다 | 수상 |
| 2015 | MBC 연기대상                      | 10대 스타상                                | 킬미힐미, 그녀는 예뻤다 | 수상 |
| 2015 | MBC 연기대상                      | 여자 인기상                                | 킬미힐미, 그녀는 예뻤다 | 수상 |
| 2015 | MBC 연기대상                      | 베스트 커플상 (with 지성)                  | 킬미힐미                | 후보 |
| 2015 | MBC 연기대상                      | 베스트 커플상 (with 박서준)                | 그녀는 예뻤다           | 후보 |
| 2016 | 제52회 백상예술대상               | TV부문 여자 최우수연기상                   | 그녀는 예뻤다           | 후보 |
| 2016 | 제43회 한국방송대상               | 연기자상                                   | 그녀는 예뻤다           | 수상 |
| 2016 | 제9회 코리아 드라마 어워즈        | 여자 우수연기상                            | 운빨로맨스              | 후보 |
| 2016 | 제7회 대한민국 대중문화예술상     | 국무총리 표창                              | 빈칸                    | 수상 |
| 2016 | MBC 연기대상                      | 미니시리즈부문 여자 최우수연기상           | 운빨로맨스              | 후보 |
| 2018 | SBS 연기대상                      | 수목드라마부문 여자 최우수연기상           | 훈남정음                | 후보 |
| 2020 | KBS 연기대상                      | 여자 최우수연기상                          | 그놈이 그놈이다         | 후보 |
| 2020 | KBS 연기대상                      | 미니시리즈부문 여자 우수연기상             | 그놈이 그놈이다         | 후보 |
| 2023 | SBS 연기대상                      | 미니시리즈 장르·액션부문 여자 최우수연기상 | 7인의 탈출              | 후보 |
| 2024 | SBS 연기대상                      | 대상                                       | 7인의 부활              | 후보 |
| 2024 | SBS 연기대상                      | 시즌제 드라마부문 여자 최우수연기상        | 7인의 부활              | 후보 |
| 2024 | SBS 연기대상                      | 시즌제 드라마부문 여자 우수연기상          | 7인의 부활              | 후보 |